# Tobołczyk
Tobołczyk (969 m) – niewybitny szczyt w Gorcach. Znajduje się w bocznym grzbiecie odchodzącym od Obidowca na północ. W grzbiecie tym kolejno znajdują się: Suchora, Tobołów, Tobołczyk i Bórczane. Zachodnie zbocza grzbietu opadają do doliny Porębianki, wschodnie do doliny Koninki. Sam wierzchołek Tobołczyka jest porośnięty lasem i znajduje się w obrębie Gorczańskiego Parku Narodowego, ale po jego północnej stronie znajduje się polana Jaworzyna Porębska. Polana i północne stoki znajdują się już poza obrębem parku.
Ostatnio Tobołów i Tobołczyk stały się jednym z ośrodków kolarstwa górskiego w Polsce. Na ich północno-wschodnich, opadających do Koninek stokach poprowadzono kilka tras zjazdowych dla kolarzy górskich, którzy tutaj trenują m.in. zjazd na szybkość (freeride). Na trasach zamontowano drewniane pomosty do skoków, są naturalne terenowe „hopki” i inne typowe dla tego sportu terenowe przeszkody. Wyciąg krzesełkowy „Tobołów” przewozi w górę również kolarzy z rowerami.
Tobołczyk znajduje się w Koninkach (część wsi Poręba Wielka w województwie małopolskim, w powiecie limanowskim, w gminie Niedźwiedź).

## Szlak turystyczny
Koninki – Jaworzyna – polana Tobołów – Starmaszka – Suchora – polana Obidowiec. Odległość 4,1 km, suma podejść 610 m, suma zejść 40 m, czas przejścia 1:50 godz., ↓ 1:10 godz.